# Dorymyrmex xerophylus
Dorymyrmex xerophylus (лат.) — вид мелких муравьёв рода Dorymyrmex из подсемейства подсемейства долиходерины (Dolichoderinae, Leptomyrmecini). Обитатель пустынных регионов Нового Света (эндемик Колумбии, La Guajira and Magdalena).

## Описание
Длина рабочих муравьёв составляет около 4 мм. Основная окраска тела одноцветная светло-коричневая (брюшко темнее). Задний край головы выпуклый. Длина головы рабочих (HL) 0,60—0,62 мм; ширина головы (HW) — 0,44—0,46 мм. Длина скапуса усика (SL): 0,52-0,54 мм.
Усики самок и рабочих 12-члениковые (у самцов антенны состоят из 13 сегментов). Нижнечелюстные щупики 6-члениковые, нижнегубные щупики состоят из 4 сегментов. Третий максиллярный членик вытянутый и равен по длине вместе взятым 4+5+6-м сегментам. Жвалы рабочих с 6-9 зубцами; с крупным апикальным зубцом (он значительно длиннее субапикального). Голени средних и задних ног с одной апикальной шпорой. Заднегрудка с проподеальным зубцом, направленным вверх. Стебелёк между грудкой и брюшком состоит из одного сегмента (петиоль). Развит псаммофор. Жало отсутствует. Крылья самцов и самок с закрытой радиальной ячейкой. Гнёзда почвенные с небольшим конусовидным холмиком у входа. Охотятся на мелких насекомых и собирают падь тлей. Вид был впервые описан в 2011 году американскими мирмекологами Фабианой Куэццо (Fabiana Cuezzo; Аргентина) и Роберто Гуэрреро (Roberto J. Guerrero; Колумбия)
.